# 16234 Bosse
16234 Bosse è un asteroide della fascia principale. Scoperto nel 2000, presenta un'orbita caratterizzata da un semiasse maggiore pari a 2,3530991 UA e da un'eccentricità di 0,1338594, inclinata di 7,40168° rispetto all'eclittica.